# Glaser Grat
Glaser Grat är en bergstopp i Schweiz.   Den ligger i regionen Viamala och kantonen Graubünden, i den östra delen av landet, 150 km öster om huvudstaden Bern. Toppen på Glaser Grat är 2 124 meter över havet, eller 155 meter över den omgivande terrängen. Bredden vid basen är 1,5 km.
Terrängen runt Glaser Grat är huvudsakligen bergig, men den allra närmaste omgivningen är kuperad. Närmaste större samhälle är Domat, 19,0 km nordost om Glaser Grat. 
Trakten runt Glaser Grat består i huvudsak av gräsmarker. Runt Glaser Grat är det mycket glesbefolkat, med 4 invånare per kvadratkilometer.